# 波朗特吕城堡

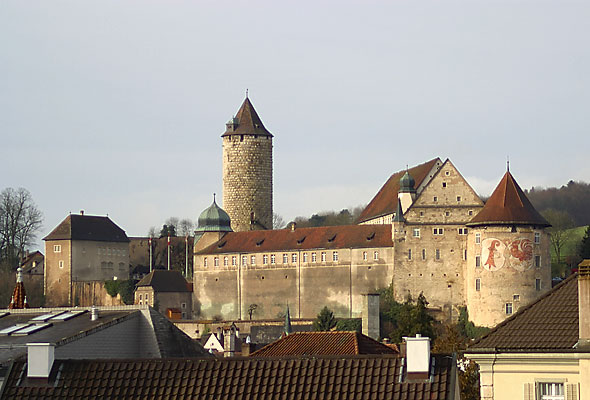
波朗特吕城堡

波朗特吕城堡（法語：Château de Porrentruy）是瑞士汝拉州波朗特呂的一座城堡。现为国家和区域重要文化财产。
波朗特吕城堡始建于约13世纪中叶。最古老的部分雷福塔楼（Tour Réfous）即建于此时。
1271年以来，此地都是巴塞尔主教的领地。1529年，由于宗教改革，主教被巴塞尔驱逐。此后直到1792年，巴塞尔主教都在城堡避难。
19世纪初，城堡内的罗马礼拜堂被毁。

## 参看
- 瑞士城堡列表